# 알기만타스 메르케비추스 (유도 선수)
알기만타스 메르케비추스(리투아니아어: Algimantas Merkevičius, 1969년 1월 3일~)는 리투아니아의 유도 선수이다. 1997년과 1999년 유럽 선수권 대회에서 2개의 메달을 획득했고,  1996년 하계 올림픽 미들급에서 9위를 했다.